# Leptotyphlops rostratus
Leptotyphlops rostratus är en kräldjursart som beskrevs av  Bocage 1886. Leptotyphlops rostratus ingår i släktet Leptotyphlops och familjen Leptotyphlopidae. Inga underarter finns listade i Catalogue of Life.